# سامانتا درک
سامانتا دِرُک (انگلیسی: Samantha Droke؛ زادهٔ ۸ نوامبر ۱۹۸۷) یک هنرپیشه و خواننده اهل ایالات متحده آمریکا است. وی از سال ۲۰۰۰ میلادی تاکنون مشغول فعالیت بوده‌است.

## گزیده فیلمشناسی
از فیلم‌ها یا برنامه‌های تلویزیونی که وی در آن نقش داشته‌است می‌توان به آثار زیر اشاره کرد.

### سینمایی
- هورتون صدایی می‌شوند! (۲۰۰۸)
- خدا آمریکا را در پناه خود نگه دارد (فیلم) (۲۰۱۱)

### تلویزیونی
- دختران گیلمور (۲۰۰۶)
- برنامه حفاظت از پرنسس (۲۰۰۹)
- سی‌اس‌آی (۲۰۱۰)
- زندگی مخفی نوجوان آمریکایی (۲۰۱۱)